# Belarusz rubel
Belarusz rubel Fehéroroszország hivatalos pénzneme 1992 óta. 2016-ig nem bocsátottak ki érméket. Az ország gyenge gazdasága miatt a pénznemet több alkalommal is újra kellett értékelni.

## Története
1992-ben vezették be, két ízben is denominálták (1994-ben és 2000-ben) a magas infláció miatt. 

### Az első rubel (1992–2000)

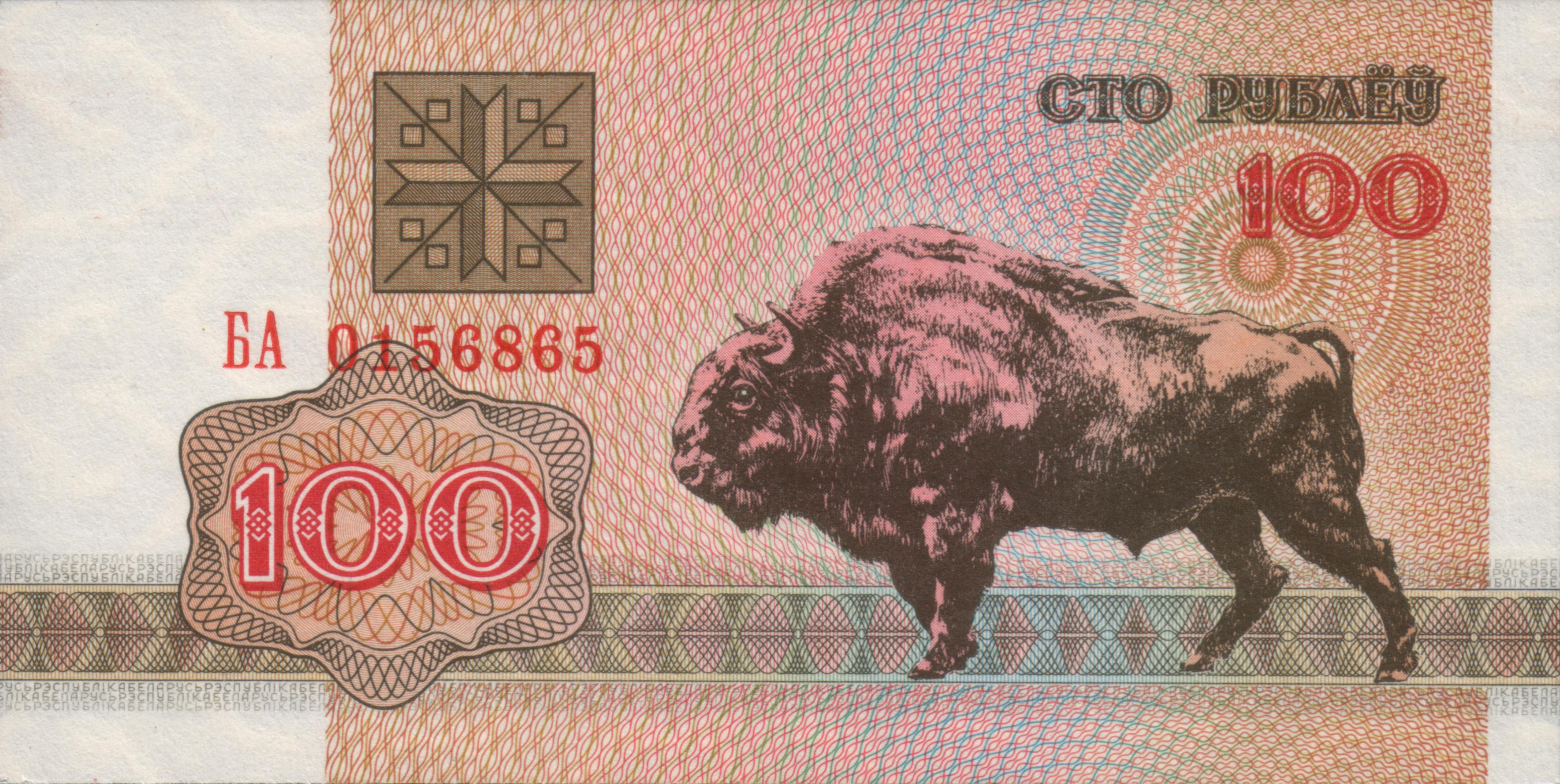
100 rubeles bankjegy 1992-ből

A szovjet pénzügyi rendszer összeomlásával 1992 szeptemberében bocsátották ki az első (ideiglenes) belarusz bankjegyeket, melyek 1993 júniusáig teljesen felváltották a régi szovjet papírpénzeket. Az új belarusz pénzt a népnyelv zajcsiknak (nyulacskának) nevezte el a rajta ábrázolt ugró nyúl miatt. A következő címleteket bocsátották ki: 50 kopejka, 1, 3, 5, 10, 25, 50, 100, 200, 500, 1000 rubel. A 100-as és az annál kisebb értékű bankjegyek különféle állatokat, a magasabb címletek neves épületeket ábrázolnak. A papírpénzek hátlapja egységes volt, az akkori belarusz címert ábrázolta.
1994 augusztusában 10:1 arányban denominálták az első rubelt. 1996-ban a Nemzeti Bankot állami irányítás alá vonták. Aljakszandr Lukasenka elnök gazdaságpolitikájának szerves része volt a nagy mennyiségű pénz kibocsátása, így folyamatosan magas volt az infláció. Megjelent a rubel kettős (hivatalos és feketepiaci) árfolyama.
Az új rubel  magas inflációját az új címletek kibocsátása mutatja:  
- 1994: 20 000 rubel
- 1995: 50 000 rubel
- 1996: 100 000 rubel
- 1998: 500 000 rubel
- 1999: 1 millió rubel, 5 millió rubel

### A második rubel (2000–2016)
2000. január 1-jén vezették be a második rubelt. Kezdetben a következő címleteket bocsátották ki: 1, 5, 10, 20, 50, 100, 500, 1000, 5000 rubel.
Az új rubel viszonylag stabil pénznek bizonyult, az első 2 év gyors értékvesztése után (2000-ben 1 dollár 877 rubelnek, 2002-ben 1920 rubelnek felelt meg). A korábban 30% feletti infláció napjainkig 10% alá csökkent. Az Oroszországgal való unió részeként elhatározták a valutaközösség megteremtését is. Kezdetben 2003-ra, majd később 2005-re tervezték az orosz rubel bevezetését Fehéroroszországban, de erre a mai napig sem került sor. Lukasenka elnök az ország bizonyos fokú gazdasági önállóságát félti az egyesüléstől, erre vezethető vissza az unió kialakításának akadozása.
A 2014–2016-os orosz pénzügyi válság miatt decemberben a jegybank „ideiglenesen” 30 százalékos adót vetett ki minden, külföldi valutára való átváltási műveletre, amely az állampolgárokra és a vállalatokra is vonatkozik.
A Belarusz Jegybank a belarusz rubel árfolyamát 2015 januárjában több alkalommal leértékelte, amely az amerikai dollárral szemben előbb 6-án 12 740, majd 8-án 14 060 belarusz rubelt ért. Korábban 1 dollárért 10 000 belarusz rubelt kellett fizetni.

### A harmadik rubel (2016–)
2015. november 11-én bejelentették, hogy 2016. július 1-jén újraértékelik a nemzeti valutát 1:10 000 arányban, és érméket is veretnek. A régi és az új sorozat fél évig együtt lesznek forgalomban. 2017. január 1. és 2021. december 31. között a 2000-es sorozat bankjegyei beválthatók a nemzeti banknál. Az ISO 4217 kód is megváltozik BYR-ről BYN-re.

## Érmék
Az érmék próbavereteit Szlovákiában készítették. A végleges érméket több fémből verték a körmöcbányai pénzverdében és a Litván Pénzverdében.
| Kép    | Kép    | Névérték   | Műszaki paraméterek | Műszaki paraméterek | Műszaki paraméterek | Műszaki paraméterek    | Leírás        | Leírás                                      | Leírás                          | Dátumok    | Dátumok         | Dátumok     |
| előlap | hátlap | Névérték   | átmérő              | vastagság           | tömeg               | összetétel             | perem         | előlap                                      | hátlap                          | első veret | kibocsátás      | visszavonás |
| ------ | ------ | ---------- | ------------------- | ------------------- | ------------------- | ---------------------- | ------------- | ------------------------------------------- | ------------------------------- | ---------- | --------------- | ----------- |
|        |        | 1 kapejka  | 15 mm               | 1,25 mm             | 1,55 g              | réz és acél            | sima          | Fehéroroszország címere, évszám, „БЕЛАРУСЬ” | névérték, művészi motívumok     | 2009       | 2016. július 1. | forgalomban |
|        |        | 2 kapejka  | 17,5 mm             | 1,25 mm             | 2,01 g              | réz és acél            | sima          | Fehéroroszország címere, évszám, „БЕЛАРУСЬ” | névérték, művészi motívumok     | 2009       | 2016. július 1. | forgalomban |
|        |        | 5 kapejka  | 19,8 mm             | 1,25 mm             | 2,7 g               | réz és acél            | sima          | Fehéroroszország címere, évszám, „БЕЛАРУСЬ” | névérték, művészi motívumok     | 2009       | 2016. július 1. | forgalomban |
|        |        | 10 kapejka | 17,7 mm             | ?                   | 2,8 g               | sárgaréz, acél         | recés         | Fehéroroszország címere, évszám, „БЕЛАРУСЬ” | névérték, művészi motívumok     | 2009       | 2016. július 1. | forgalomban |
|        |        | 20 kapejka | 20,35 mm            | ?                   | 3,7 g               | sárgaréz, acél         | recés         | Fehéroroszország címere, évszám, „БЕЛАРУСЬ” | névérték, művészi motívumok     | 2009       | 2016. július 1. | forgalomban |
|        |        | 50 kapejka | 22,25 mm            | ?                   | 3,95 g              | sárgaréz, acél         | recés         | Fehéroroszország címere, évszám, „БЕЛАРУСЬ” | névérték, művészi motívumok     | 2009       | 2016. július 1. | forgalomban |
|        |        | 1 rubel    | 21,25 mm            | ?                   | 5,6 g               | acél és nikkel         | részben recés | Fehéroroszország címere, évszám, „БЕЛАРУСЬ” | névérték, szabadság szimbólumai | 2009       | 2016. július 1. | forgalomban |
|        |        | 2 rubel    | 23,5 mm             | ?                   | 5,81 g              | acél, nikkel, sárgaréz | részben recés | Fehéroroszország címere, évszám, „БЕЛАРУСЬ” | névérték, szabadság szimbólumai | 2009       | 2016. július 1. | forgalomban |

## Bankjegyek

### 2000-es sorozat
2012. március 12-én az infláció miatt bevezetik a 200 000 rubeles bankjegyet, továbbá kivonták a 10 és 20 rubelest. 2011. december 16-án megjelent hírek szerint 500 000 és 1 000 000 rubeles bankjegyet is bevezetnek. Erre a hírre Nadzeja Jermakova azt válaszolta, hogy ekkora számjegyeknél már el kell gondolkodni, hogy újraértékeljék a rubelt. 2015. július 1-jén kivonták az 50 rubeles bankjegyet.
2015 januárjában a sajtó arról cikkezett, hogy a nemzeti bank vezetősége vizsgálja az 500 000 rubeles bankjegy bevezetését.
| Kép    | Kép    | névérték      | méret       | szín            | leírás                                       | leírás                                           | dátumok            | dátumok            | dátumok            |
| előlap | hátlap | névérték      | méret       | szín            | előlap                                       | hátlap                                           | kibocsátás         | visszavonás        | elévülés           |
| ------ | ------ | ------------- | ----------- | --------------- | -------------------------------------------- | ------------------------------------------------ | ------------------ | ------------------ | ------------------ |
|        |        | 1 rubel       | 110 x 60 mm | zöld            | Tudományos Akadémia                          | alakok                                           | 2000. január 1.    | 2004. január 1.    | 2021. december 31. |
|        |        | 5 rubel       | 110 x 60 mm | vörös           | Troickij-városnegyed                         | alakok                                           | 2000. január 1.    | 2005. július 1.    | 2021. december 31. |
|        |        | 10 rubel      | 110 x 60 mm | világoskék      | Nemzeti Könyvtár                             | alakok                                           | 2000. január 1.    | 2012. január 1.    | 2021. december 31. |
|        |        | 20 rubel      | 150 x 69 mm | olíva           | Nemzeti Bank épülete                         | a bank belső kialakítása                         | 2000. január 1.    | 2012. január 1.    | 2021. december 31. |
|        |        | 50 rubel      | 150 x 69 mm | narancsos vörös | breszti erőd                                 | a breszti emlékmű                                | 2000. január 1.    | 2015. július 1.    | 2021. december 31. |
|        |        | 100 rubel     | 150 x 69 mm | világoszöld     | Opera                                        | E.A. Hlebau:Favorit című balett egyik jelenete   | 2000. január 1.    | 2016. december 31. | 2021. december 31. |
|        |        | 500 rubel     | 150 x 74 mm | világosbarna    | Szakszervezetek kultúrpalotája               | A kultúrpalota építészeti elemei                 | 2000. január 1.    | 2016. december 31. | 2021. december 31. |
|        |        | 1000 rubel    | 150 x 74 mm | kék             | Állami Szépművészeti Múzeum                  | I. Krutszki egyik képe                           | 2000. január 1.    | 2016. december 31. | 2021. december 31. |
|        |        | 5000 rubel    | 150 x 74 mm | ibolya          | minszki sportpalota                          | "Raubichy" sportcsarnok képe                     | 2000. január 1.    | 2016. december 31. | 2021. december 31. |
|        |        | 10 000 rubel  | 150 x 74 mm | rózsaszín       | Vityebszk                                    | vityebszki nyári színház                         | 2001. április 16.  | 2016. december 31. | 2021. december 31. |
|        |        | 20 000 rubel  | 150 x 74 mm | szürke          | Gomel                                        | A. Idzkouszki képe a városról                    | 2002               | 2016. december 31. | 2021. december 31. |
|        |        | 50 000 rubel  | 150 x 74 mm | kék             | Miri várkastély                              | Miri várkastély építészeti elemei                | 2002. december 20. | 2016. december 31. | 2021. december 31. |
|        |        | 100 000 rubel | 150 x 74 mm | narancs         | Nyaszvizsi vár                               | Napaleon Orda által lefestett Nyaszvizsi kastély | 2005. július 15.   | 2016. december 31. | 2021. december 31. |
|        |        | 200 000 rubel | 150 x 74 mm | zöld            | Mogilev Byalynitski-Birulya Művészeti Múzeum | építészeti elemek                                | 2012. március 12.  | 2016. december 31. | 2021. december 31. |

### 2016-os sorozat
A bankjegyeket a De La Rue brit nyomda állítja elő.
| Kép    | Kép    | névérték  | méret       | szín           | leírás                               | leírás                                                | dátumok   | dátumok         | dátumok     |
| előlap | hátlap | névérték  | méret       | szín           | előlap                               | hátlap                                                | nyomtatás | kibocsátás      | visszavonás |
| ------ | ------ | --------- | ----------- | -------------- | ------------------------------------ | ----------------------------------------------------- | --------- | --------------- | ----------- |
|        |        | 5 rubel   | 135×72 mm   | barna          | Kamjenyec-torony                     | az első szláv települések jellegzetes tárgyai         | 2015      | 2016. július 1. | forgalomban |
|        |        | 10 rubel  | 139 × 72 mm | világoskék     | polacki Színeváltozása-templom       | a nyomtatáshoz és a felvilágosodáshoz köthető tárgyak | 2015      | 2016. július 1. | forgalomban |
|        |        | 20 rubel  | 143 × 72 mm | sárga          | Rumjancev-Paszkevics palota Homelben | vallási tárgyak                                       | 2015      | 2016. július 1. | forgalomban |
|        |        | 50 rubel  | 147 × 72 mm | zöld           | miri várkastély                      | lant, kotta                                           | 2015      | 2016. július 1. | forgalomban |
|        |        | 100 rubel | 151 × 72 mm | türkíz         | Nyaszvizsi vár                       | hegedű, színházi színdarab egy jelenete               | 2015      | 2016. július 1. | forgalomban |
|        |        | 200 rubel | 155 × 72 mm | ibolya         | Színművészeti Múzeum Mahilyovban     | könyv, kulcs                                          | 2015      | 2016. július 1. | forgalomban |
|        |        | 500 rubel | 159 × 72 mm | kék, rózsaszín | Nemzeti Könyvtár épülete             | irodalomhoz kapcsolódó tárgyak                        | 2015      | 2016. július 1. | forgalomban |

## Emlékbankjegyek
2010. december 1-jén 20 000 rubeles emlékbankjegyet bocsátanak ki a függetlenség 20. évfordulója alkalmából.
| névérték     | méret       | szín   | leírás | leírás                        | kibocsátás dátuma | megjegyzés                                |
| névérték     | méret       | szín   | előlap | hátlap                        | kibocsátás dátuma | megjegyzés                                |
| ------------ | ----------- | ------ | ------ | ----------------------------- | ----------------- | ----------------------------------------- |
| 20 000 rubel | 150 x 74 mm | szürke | Gomel  | A. Idzkouszki képe a városról | 2011              | a függetlenség 20. évfordulója alkalmából |

## Érdekességek
Mivel a fehérorosz rubel korábbi sorozatának azonos címletei is vannak, mint a magyar forintnak (főleg az 500-as, 1000-es, 5000-es és 10000-es bankjegyek tekintetében), ezért ezt a valutát egyesek csalásra, főként külföldi turisták megtévesztésére használták Magyarországon. A Magyarországon nem hasznosítható fehérorosz rubelekkel nem egy esetben vertek már át külföldieket, akiktől a csalók ennek révén tettek szert euróra és más értékesebb külföldi valutára. A külföldieket épp a két valuta azonos címletei tévesztették meg. Más esetekben magyar forint közé keverik a fehérorosz rubelt, így jóval kevesebb forintot adnak a felváltani szándékozott euróért és egyéb valutáért külföldi állampolgároknak.